# Landricourt (Marne)
Landricourt ist eine französische Gemeinde mit 135 Einwohnern (Stand: 1. Januar 2022) im Département Marne in der Region Grand Est. Sie gehört zum Arrondissement Vitry-le-François und ist Mitglied im Gemeindeverband Communauté d’agglomération du Grand Saint-Dizier, Der et Vallées.
Die Gemeinde liegt an der Blaise, die hier nur wenige hundert Meter am Lac du Der-Chantecoq, dem größten französischen Stausee, vorbeifließt.

## Weblinks

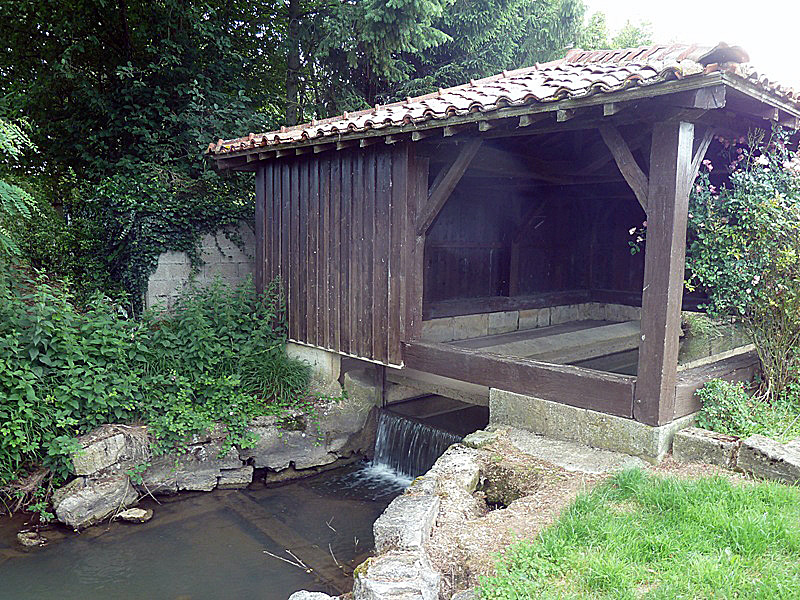
Ehemaliges Waschhaus

## Bevölkerungsentwicklung
| Jahr                       | 1962 | 1968 | 1975 | 1982 | 1990 | 1999 | 2006 | 2012 | 2018 |
| -------------------------- | ---- | ---- | ---- | ---- | ---- | ---- | ---- | ---- | ---- |
| Einwohner                  | 131  | 138  | 125  | 121  | 152  | 159  | 148  | 160  | 148  |
| Quellen: Cassini und INSEE |      |      |      |      |      |      |      |      |      |